# 韋馬克
韋馬克（Mark Edward WRIGHT，1985年1月18日—），香港男子橄欖球運動員。

## 簡歷
2010年11月，韋馬克代表中國香港出戰廣州亞運會，參加橄欖球比賽，最終奪得銀牌。
2014年9月，韋馬克代表中國香港參加南韓仁川舉行的亞運會七人欖球比賽，在決賽負於日本隊，奪得銀牌。

## 榮譽
- 香港特區政府嘉獎

行政長官社區服務獎狀（2011年）